# Criterium Asów 1957
VII Criterium Asów odbył się 8 września 1957. Zwyciężył Marian Kaiser.

## Wyniki
- 8 września 1957 (niedziela), Stadion Polonii Bydgoszcz

| Msc. | Zawodnik            | Klub/Kraj             | Pkt |               |  |
| ---- | ------------------- | --------------------- | --- | ------------- |  |
| 1    | Marian Kaiser       | Legia Warszawa        | 15  | (3,3,3,3,3)   |  |
| 2    | Jan Malinowski      | Polonia Bydgoszcz     | 13  | (2,3,3,2,3)   |  |
| 3    | Stanisław Tkocz     | Górnik Rybnik         | 11  | (brak danych) |  |
| 4    | Mieczysław Połukard | Polonia Bydgoszcz     | 9   | (brak danych) |  |
| 5    | Norbert Świtała     | Polonia Bydgoszcz     | 8   | (brak danych) |  |
| 6    | Henryk Żyto         | Unia Leszno           | 8   | (brak danych) |  |
| 7    | Paweł Waloszek      | Gwardia Katowice      | 8   | (brak danych) |  |
| 8    | Marian Philipp      | Górnik Rybnik         | 8   | (brak danych) |  |
| 9    | Kazimierz Bentke    | Ostrovia Ostrów Wlkp. | 8   | (brak danych) |  |
| 10   | Paweł Mirowski      | Tramwajarz Łódź       | 8   | (brak danych) |  |
| 11   | Józef Wieczorek     | Górnik Rybnik         | 7   | (brak danych) |  |
| 12   | Rajmund Świtała     | Polonia Bydgoszcz     | 6   | (brak danych) |  |
| 13   | Otto Holoubek       | Austria               | 4   | (brak danych) |  |
| 14   | Wiktor Brzozowski   | Skra Warszawa         | 2   | (brak danych) |  |
| 15   | Antoni Kowalski     | Polonia Bydgoszcz     | 1   | (brak danych) |  |
| 16   | Alois Durhammer     | Austria               | 0   | (brak danych) |  |